# Mellanfrankiska riket
Mellanfrankiska riket var ett historiskt rike som ungefär motsvarar nuvarande Nederländerna, Belgien och Schweiz, delar av östra Frankrike, västra Tyskland, samt norra Italien. Det uppstod efter fördraget i Verdun i slutet av 843, då Frankerriket delades upp i tre delar: Västfrankiska riket, Mellanfrankiska riket (sedermera uppdelat mellan Lotharingia, Burgund och Italien) och Östfrankiska riket.

## Galleri

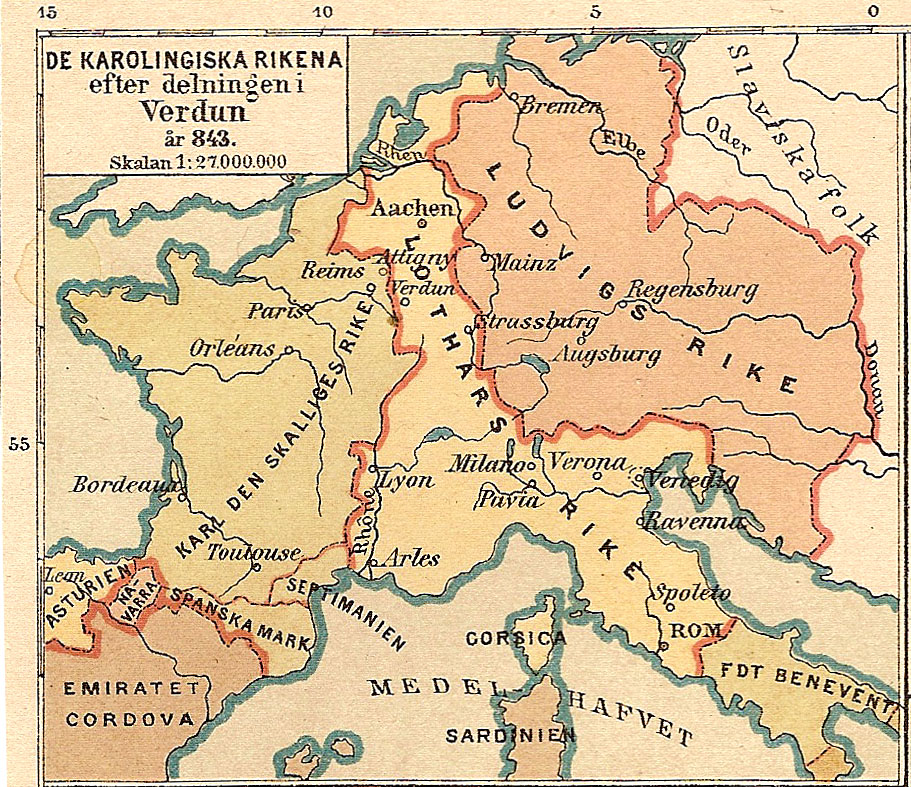
Historisk karta över de karolingiska rikena efter delningen i Verdun 843.